# Megaselia perfusca
Megaselia perfusca är en tvåvingeart som beskrevs av Schmitz 1935. Megaselia perfusca ingår i släktet Megaselia och familjen puckelflugor. Inga underarter finns listade i Catalogue of Life.